# Linked Hybrid

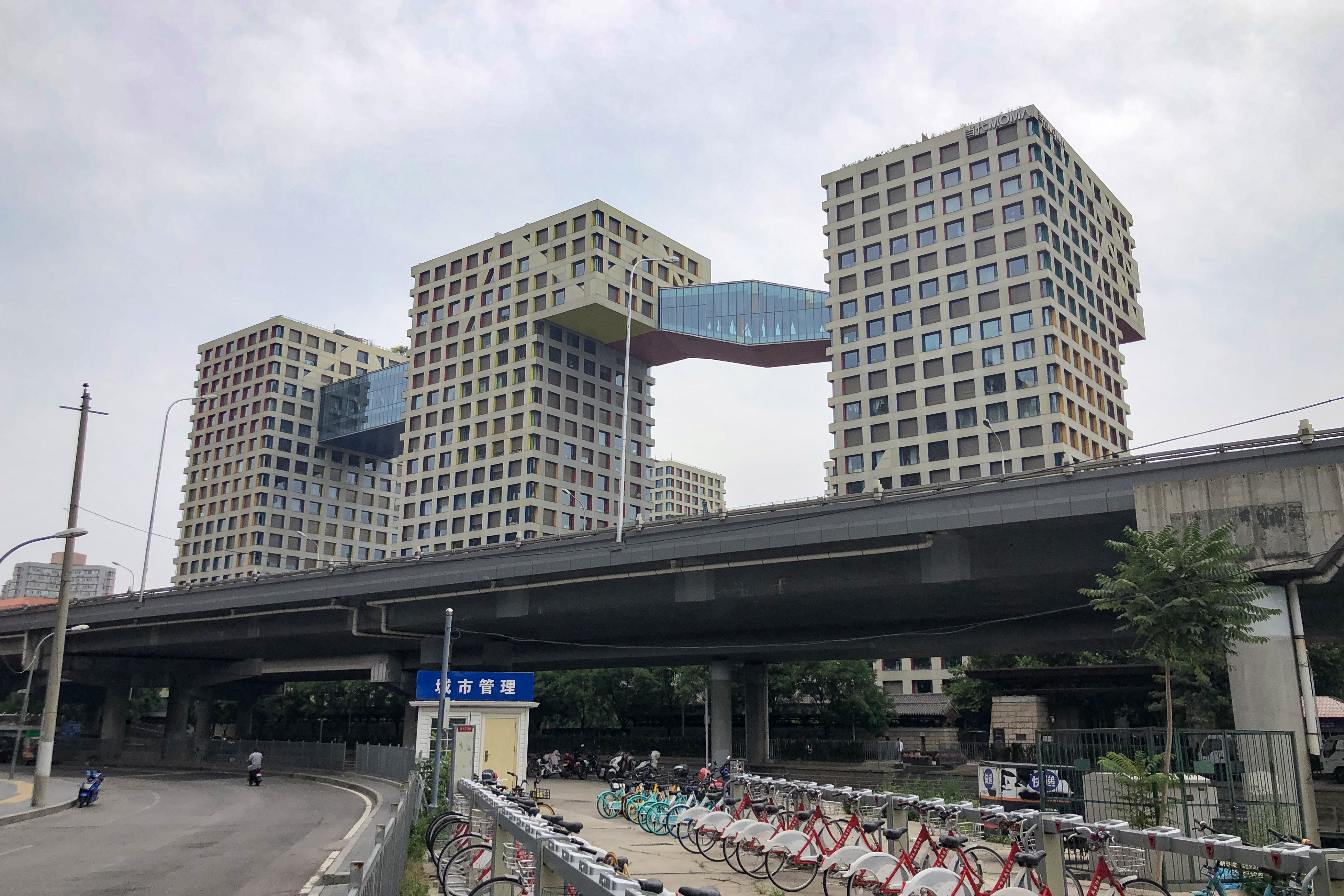
le Linked Hybrid

Le Linked Hybrid est un complexe résidentiel situé à Pékin et dessiné par l'agence de l'architecte Steven Holl. Il occupe une surface de 221 426 m2 et comporte 644 appartements. Il possède également des espaces commerciaux, scolaires et récréatifs.
À partir du dixième étage, une série de passerelles plurifonctionnelles où l’on trouve piscine, salle de fitness, bar et galerie, joignent les huit tours du complexe et celle de l’hôtel avec une vue panoramique sur la ville.
660 puits géothermiques profonds de 100 mètres rafraîchissent le Linked Hybrid l’été et le réchauffent l’hiver, ce qui en fait l’un des plus grands projets résidentiels verts qui soient.
2 500 personnes habitent dans le complexe.